# La Algaba
La Algaba ist eine spanische Gemeinde (municipio) in der Provinz Sevilla in Andalusien. Sie gehört zu der Comarca Vega del Guadalquivir und erstreckt sich am rechten Rand. Ihr Ortskern liegt mit einer Höhe von nur elf Metern über dem Meeresspiegel am Ufer des unteren Guadalquivir.
Die Bevölkerung der Gemeinde belief sich auf 16.666 Einwohner (Stand: 2024). Diese Zahl ist Ergebnis eines deutlichen Wachstums in den letzten Jahren, aufgrund der Einbindung der Stadt in die nördlichen Stadtgebiete von Sevilla, außerdem aufgrund der Entwicklung in der Landwirtschaft, insbesondere der Zitrusfruchtgärten.

## Geschichte
Die Ursprünge des Ortes liegen in vorrömischen Zeiten. Er wurde als Ansiedlung des tartessischen Turdetani Balbilis gegründet und später zerstört in der Zeit der Westgoten. Der heutige Name kommt vom arabischen Al-Gaba, was  Wald bedeutet (span. El Bosque). Ferdinand III. eroberte den Ort im Jahre 1247 und gab ihn seinem Sohn Don Fadrique.  Im Jahr 1304 wurde der Ort dem Infanten Don Alfonso de la Cerda zugeordnet. Dieser trat ihn später an den Herzog von Nieblas ab. Schließlich wechselte er zu Don Juan Alonso Pérez de Guzmán in Medina Sidonia. Philipp II. schuf den Titel eines Marquis de la Algaba, um Finanzeinnahmen für den Staat zu generieren. Der Ort gehörte bis ins neunzehnte Jahrhundert zu diesem Herrenhaus.
Der ursprüngliche Stadtkern  besteht aus einem großen Mauerring.  Dieser wurde vor kurzem überholt. Nahe der traditionellen Stadtgrenzen entstanden in den 1950er bis 1970er Jahren neue Vororte. Neue Wohngebiete wurden in den 1980er und 1990er Jahren auf früheren landwirtschaftlichen Flächen errichtet,  zwischen den drei physikalischen Grenzen : dem Fluss Guadalquivir, der Kreisstraße 431 und der Autobahn Santiponce - La Algaba.

## Lage
Die Gemeinde La Algaba ist begrenzt von den
| Guillena                | Alcalá del Río                              | Alcalá del Río |
| Salteras                | Kompassrose, die auf Nachbargemeinden zeigt | La Rinconada   |
| Salteras und Santiponce | Sevilla                                     | Sevilla        |

## Persönlichkeiten
- Diego Tristán (* 1976), Fußballspieler
- Manuel Torres (* 1991), Fußballspieler

## Städtepartnerschaften
- Chipiona,  Spanien
- San Antonio de los Baños,  Kuba
- Modena,  Italien